# باشگاه فوتبال میلوال در سال ۱۷-۲۰۱۶
میلوال اف سی در سال ۱۷–۲۰۱۶ (انگلیسی: 2016–17 Millwall F.C. season) باشگاه میلوال در سال ۲۰۱۷–۲۰۱۶ است. این تیم در لیگ یک فوتبال انگلستان (پایین‌تر از چمپیونشیپ) ششم شد اما توانست از طریق پلی آف به چمپیونشیپ صعود کند. این تیم در این فصل توانست در جام حذفی انگلستان تا یک چهارم نهایی رفت اما مقابل تاتنهام شکست خورد. در جام اتحادیه نیز این باشگاه به ناتینگهام فارست خورد و حذف شد تا در جام اتحادیه نیز به فینال نرسد. در جام رنگ جانستون نیز به وایکام واندررز در راند دو باخت تا این تیم هیچ سهمی از فینال و جام جام‌های حذفی نداشته باشد.

## رتبه در تورنمنت‌ها
| نام تورنمنت              | مرحله          | نتیجه | تیم مقابل       | یادداشت                    |
| ------------------------ | -------------- | ----- | --------------- | -------------------------- |
| چمپیونشیپ ۲              | پلی آف         | -     | -               | صعود به چمپیونشیپ انگلستان |
| جام حذفی انگلستان        | یک چهارم نهایی | ۶–۰   | تاتنهام هاتسپر  | حذف از جام                 |
| جام اتحادیه انگلستان     | راند دوم       | ۲–۱   | ناتینگهام فارست | حذف از جام                 |
| جام رنگ جانستون انگلستان | راند دوم       | -     | وایکام واندررز  | حذف از جام                 |

## صعود به چمپیونشیپ
میلوال برای دومین سال پیاپی راهی پلی آف لیگ یک انگلستان شد و در آخرین روز فصل در برد ۴–۳ مقابل بریستول روورز مقام ششم را کسب کرد. پس از شکست ۳ بر ۲ اسکانتورپ یونایتد در نیمه نهایی، میلوال صعود خود را به چمپیونشیپ امتحان کرد و بردفورد سیتی را در فینال با گل استیو موریسون، برترین گلزن فصل در دقیقه ۸۵ با نتیجه یک بر صفر شکست داد.

## جام حذفی انگلستان
میلوال همچنین سه تیم لیگ برتری را در راه صعود به مرحله یک چهارم نهایی جام حذفی برای دهمین بار در تاریخ خود حذف کرد، جایی که آنها توسط تاتنهام حذف شدند. این فصل از ۱ ژوئیه ۲۰۱۶ تا ۳۰ ژوئن ۲۰۱۷ را شامل می‌شود.

## نتایج بازی‌ها

#### امتیاز و تفاضل
| مجموع | مجموع  | مجموع | مجموع | مجموع | مجموع | مجموع | مجموع | خانه | خانه | خانه | خانه | خانه | خانه | مهمان | مهمان | مهمان | مهمان | مهمان | مهمان |
| بازی  | امتیاز | پ     | ت     | ش     | گ‌ز    | گ‌خ    | ت‌گ    | پ    | ت    | ش    | گ‌ز   | گ‌خ   | ت‌گ   | پ     | ت     | ش     | گ‌ز    | گ‌خ    | ت‌گ    |
| ----- | ------ | ----- | ----- | ----- | ----- | ----- | ----- | ---- | ---- | ---- | ---- | ---- | ---- | ----- | ----- | ----- | ----- | ----- | ----- |
| ۴۶    | ۷۳     | ۲۰    | ۱۳    | ۱۳    | ۶۶    | ۵۷    | ۹+    | ۱۳   | ۶    | ۴    | ۳۴   | ۱۷   | ۱۷+  | ۷     | ۷     | ۹     | ۳۲    | ۴۰    | −۸    |

آخرین بروزرسانی: 4 May 2017

منبع: 

پ = پیروزی؛ ت = تساوی؛ ش = شکست؛ گ‌ز = گل زده؛ گ‌خ = گل خورده؛ ت‌گ = تفاضل گل

#### نتیجه
| هفته بازی‌ها   | 1 | 2 | 3  | 4 | 5 | 6 | 7 | 8 | 9  | 10 | 11 | 12 | 13 | 14 | 15 | 16 | 17 | 18 | 19 | 20 | 21 | 22 | 23 | 24 | 25 | 26 | 27 | 28 | 29 | 30 | 31 | 32 | 33 | 34 | 35 | 36 | 37 | 38 | 39 | 40 | 41 | 42 | 43 | 44 | 45 | 46 |
| ------------- | - | - | -- | - | - | - | - | - | -- | -- | -- | -- | -- | -- | -- | -- | -- | -- | -- | -- | -- | -- | -- | -- | -- | -- | -- | -- | -- | -- | -- | -- | -- | -- | -- | -- | -- | -- | -- | -- | -- | -- | -- | -- | -- | -- |
| میهمان/میزبان | H | A | A  | H | A | H | H | A | H  | A  | A  | A  | H  | H  | A  | H  | A  | H  | A  | H  | A  | H  | H  | H  | A  | A  | A  | H  | A  | H  | H  | H  | A  | H  | H  | H  | A  | A  | A  | H  | A  | A  | H  | A  | H  | A  |
| نتیجه         | W | D | L  | W | W | D | D | L | L  | L  | L  | W  | L  | W  | W  | W  | L  | D  | W  | L  | L  | W  | W  | W  | D  | D  | D  | D  | W  | W  | W  | D  | D  | W  | W  | D  | D  | L  | L  | W  | W  | D  | W  | L  | L  | W  |
| رتبه در لیگ   | 1 | 3 | 12 | 8 | 5 | 4 | 5 | 8 | 14 | 17 | 19 | 17 | 20 | 16 | 13 | 8  | 13 | 13 | 9  | 12 | 14 | 10 | 9  | 9  | 9  | 8  | 9  | 10 | 9  | 6  | 6  | 6  | 7  | 6  | 6  | 7  | 6  | 7  | 7  | 7  | 7  | 6  | 6  | 6  | 6  | 6  |